# پل (فیلم ۱۹۶۹)
«پل» (انگلیسی: The Bridge (1969 film)) یک فیلم است. از بازیگران آن می‌توان به بوریس دوورنیک اشاره کرد.